# Latentní obraz

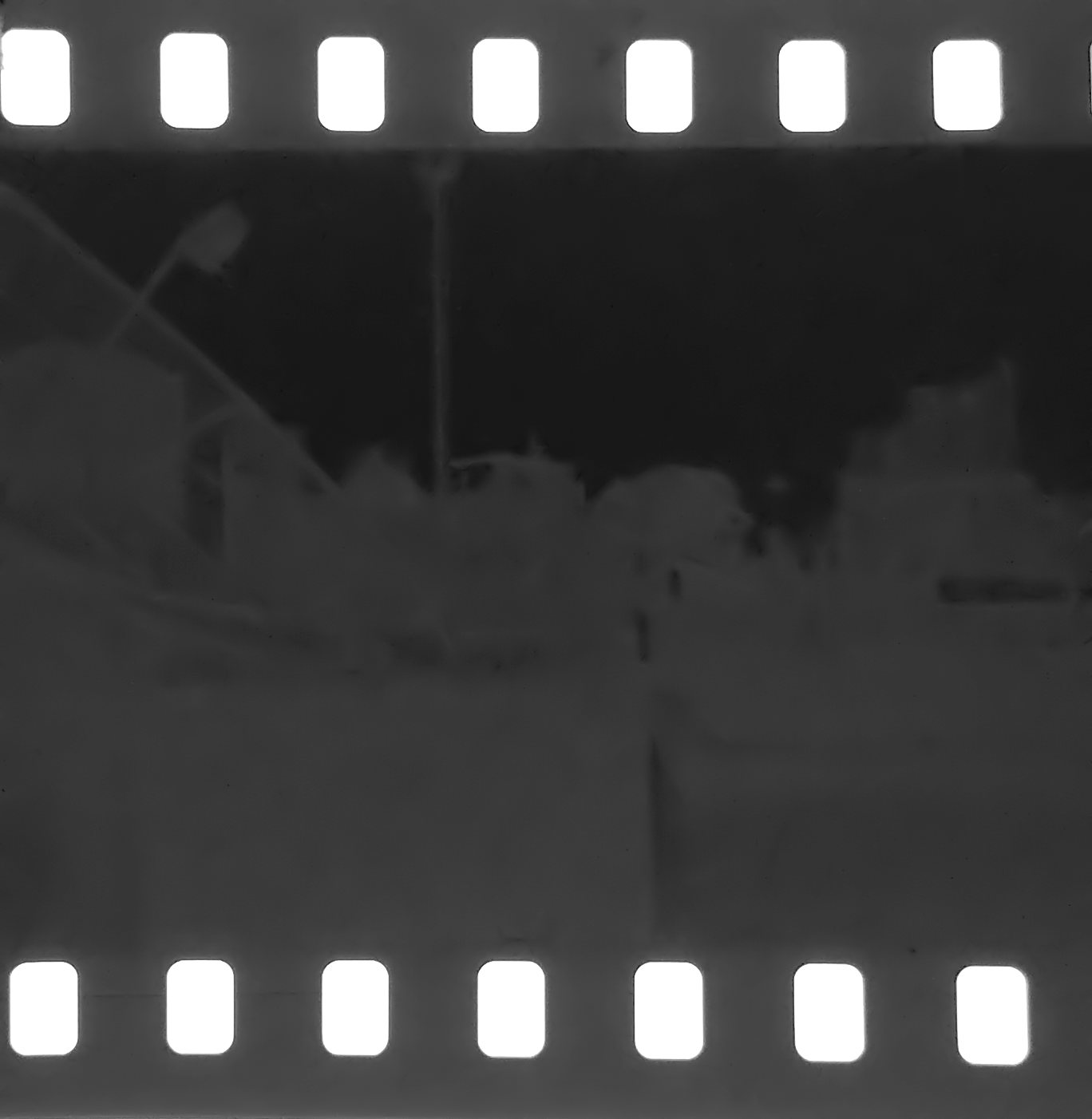
Příklad latentního obrazu po silné expozici.

Latentní obraz vzniká, když je fotografický materiál vystaven působení světla (popř. v radiografii rentgenovému záření). Pouze v místech, kde byl tento materiál dostatečně exponován (osvětlen) dojde později působením vývojky ke ztmavnutí. To naznačuje, že působením světla došlo k neviditelné změně krystalů halogenidu stříbrného v exponovaných částech fotografické vrstvy filmu či papíru. V počátcích fotografie nebyla známa podstata této neviditelné změny, ale již tehdy se vžil termín latentní obraz.

## Teorie vzniku latentního obrazu
Aktivní (světlocitlivou) složkou fotografické emulze je halogenid stříbra, nejčastěji bromid stříbrný AgBr.
Předpokládá se, že fotony dopadem na krystal AgBr uvolní elektron z halového prvku (Br). Volný elektron se pohybuje krystalem a buď se znovu spojí s atomem Br, nebo se zachytí na poruše mřížky krystalu. Pokud se elektron zachytí na poruchovém místě, vznikne v tomto místě záporný náboj a začnou tam být přitahovány kladně nabité ionty stříbra, které tam vytvoří atom kovového stříbra.
Poruchy v krystalové mřížce jsou tedy potřebné - označují se jako centra citlivosti. Jejich většího množství se dosahuje zejména různými příměsemi v krystalu halogenidu stříbrného (např. do bromidu přimíchaný jodid, sulfid) a urychlením růstu krystalů při jejich vzniku . 
Přítomností atomu stříbra se zesílí působení poruchového místa jako pasti na elektrony a děj se opakuje s dalším elektronem uvolněným energií dopadajících fotonů. Tak vzniká na povrchu nebo i uvnitř krystalu částice kovového stříbra, která tvoří latentní obraz. Tento obraz není viditelný, protože částice stříbra jsou při běžné expozici příliš malé, než aby významně ovlivnily množství světla prošlé či odražené krystalem. 
Pokud k částici stříbra může proniknout vývojka, tvoří při vyvolávání tato částice vyvolávací centrum zrna, tedy viditelného shluku atomů kovového stříbra. Zrna stříbra pak tvoří fotografický obraz. 
Při expozici po velmi dlouhou dobu, nebo velmi silným světlem, narůstá množství uvolněných atomů stříbra natolik, že latentní obraz může přejít na obraz viditelný bez vyvolání (viz obrázek výše a jeho popis na Wikimedia Commons). Tohoto jevu využívá alternativní fotografická technika nazvaná lumen print.